# التشعبات العضلية في العصب الزندي
عدد التشعبات العضلية في العصب الزندي اثنان، تنشأ بالقرب من المرفق: يغذي أحدهما العضلة المثنية الزندية للرسغ (وهي عضلة سطحية في الحجرة الأمامية للساعد)، أما التفرع الآخر فهو النصف الزندي من العضلة المثنية العميقة للأصابع (وهي عضلة عميقة من مقصورة الساعد الأمامية).